# Quintessence
Quintessence (2000) is het vierde studioalbum van de Noorse progressieve metalband Borknagar. Het album werd opgenomen in The Abyss Studios in Zweden in januari 2000 door Peter Tägtgren (zanger en gitarist van Hypocrisy). Het is het eerste album waarop ICS Vortex naast zang ook de basgitaar heeft ingespeeld, omdat bassist Kai Lie de band verliet vlak voor de opnames. Quintessence is het laatste studioalbum met zanger ICS Vortex, die later de band verliet om bij Dimmu Borgir te spelen,  tot zijn terugkeer bij de band in 2010.

## Tracklist
1. Rivalry of Phantoms (Brun) - 4:36
2. The Presence is Ominous (Brun) - 4:55
3. Ruins of the Future (Brun) - 4:55
4. Colossus (Mickelson, Hestnæs) - 4:27
5. Inner Landscape (Nedland) - 2:51
6. Invincible (Brun) - 4:25
7. Icon Dreams (Brun) - 4:32
8. Genesis Torn (Mickelson) - 5:16
9. Embers (Brun) - 1:26
10. Revolt (Brun) - 6:05

## Medewerkers

### Muzikanten
- ICS Vortex (Simen Hestnæs) - zang, basgitaar
- Øystein G. Brun - gitaar
- Jens F. Ryland - gitaar
- Lars A. Nedland - zang, keyboard
- Asgeir Mickelson - drums, percussie

### Overige
- Peter Tagtgren - mixen, productie
- Lars Szoke - opnames
- Tom Kvallsvoll - mastering
- Christophe Szpajdel - logo